# Joseph Leidy
Joseph Leidy, född 9 september 1823 i Philadelphia, död 30 april 1891, var en amerikansk paleontolog. Auktorsnamnet Leidy kan användas för Joseph Leidy i samband med ett vetenskapligt namn inom zoologin; se Wikipedia-artiklar som länkar till auktorsnamnet.
Leidy var professor i anatomi vid University of Pennsylvania. Han grundlade den amerikanska forskningen om ryggradsdjurens paleontologi, författade över 800 publikationer och tilldelades Lyellmedaljen 1884.